# Esoteric Recordings
Esoteric Recordings is een Brits platenlabel, dat werd opgericht in 2007. Het is een voortzetting van het platenlabel Eclectic Records. Esoteric Recordings werd opgericht en wordt geleid door Mark Powell. Powell werkte daarvoor en nog steeds als freelance medewerker bij diverse platenlabels om oud werk van popmusici op te poetsen, zodat de geluidskwaliteit van met name de vrij luide compact discs verbeterde. Hij werkte onder meer voor Decca, EMI, A & M Records etc. Tijdens die werkzaamheden, waarbij ook vaak de geschiedenis van de diverse muziekgroepen naging en opnam in het cd-boekwerkje, raakte het geïnteresseerd in de muziek die door de grote maatschappijen genegeerd werden, omdat commercieel succes van een heruitgave niet gegarandeerd was, of zelfs dat geen succes gegarandeerd was.
De mastering die Powell toepast worden geroemd; hij haalt de oude elpeeklank deels terug. In 2009 volgde heruitgaven van ook Nederlandse bands: Alquin en Earth & Fire kwamen aan bod, nadat al eerder Supersister aan bod was geweest.
Esoteric Recordings maakt deel uit van Cherry Red Records Group, waarbij meer retro-muziek wordt uitgebracht.

## Albums (selectief)
De code is nog van de voorganger van Esoteric:
- ECLEC 2001: Rare  Bird ; Rare Bird
- ECLEC 2002: Rare Bird: As your mind flies by
- ECLEC 2003: Egg: Egg
- ECLEC 2004: David Aellen: Good Morning
- ECLEC 2005: Paladin: Paladin
- ECLEC 2006: Paladin : Charge!
- ECLEC 2007: Marsupilami : Marsupalami
- ECLEC 2008: Big Sleep : Bluebell Wood
- ECLEC 2009: Jonesy: The Dawn Years Anthology
- ECLEC 2010: Barclay James Harvest: Live at the Shepherd Bush Empire 2006 (ook op dvd)
- ECLEC 2025: Samurai: idem
- ECLEC 2027: Web : I, Spider
- ECLEC 2028: Fair Weather: Beginning from an end
- ECLEC 2035: Egg: Egg
- ECLEC 2036: Egg: The Polite Force
- ECLEC 2055: Web: Theraphosa Blondi
- ECLEC 2056: Supersister: Present From Nancy
- ECLEC 2057: Supersister: To The Highest Bidder
- ECLEC 2058: Supersister: Iskander
- ECLEC 2059: Supersister: Pudding en Gisteren
- ECLEC 2062: Jan Schelhaas: Dark Ships; opnamen uit 2008
- ECLEC 2071: Walrus: idem
- ECLEC 2080: Web: Fully Interlocking
- ECLEC 2081: Go : Go
- ECLEC 2082: Stomu Yamashta : The man from the east
- ECLEC 2083: Stomu Yamashta : One by one
- ECLEC 2084: Stomu Yamashta : Floating music
- ECLEC 2085: Stomu Yamashta : Raindog
- ECLEC 2086: Go: Live from Paris
- ECLEC 2087: Stomu Yamashta : Freedom is frightening
- ECLEC 2091: Rare Bird: Somebody’s watching
- ECLEC 2092: Rare Bird: Born again
- ECLEC 2095: Marsupilami: idem
- ECLEC 2088: Galliard: New Dawn
- ECLEC 2112: Paul Brett Sage: Paul Brett Sage
- ECLEC 2113: Paul Brett Sage: Jubilation Foundry
- ECLEC 2114: Paul Brett Sage: Schizophrenia
- ECLEC 2125: David Aellen: Now is the happiest time of your life
- ECLEC 2139: Hatfield and the North: Hatfield and the North
- ECLEC 2140: Hatfield and the North: The Rotters’ Club
- ECELC 2142: Graeme Edge Band: Kick Off Your Muddy Boots
- ECLEC 2143: Graeme Edge Band: Paradise Ballroom
- ECLEC 2144: Alquin: Marks
- ECLEC 2145: Alquin: Mountain Queen
- ECLEC 2146: Earth & Fire: Earth and Fire
- ECLEC 2147: Earth & Fire: Song of the Marching Children
- ECELC 2148: Earth & Fire: Atlantis
- ECLEC 2149: Thunderclap Newman: Hollywood Dream
- ECLEC 2150: Armageddon: Armageddon
- ECLEC 2151: Stomu Yamashta : Go Too
- ECLEC 2152: Morgan: Nova Solis
- ECLEC 2154: Camel: Stationary Traveller
- ECLEC 2155: Camel: Breathless
- ECLEC 2156: Camel: The Single Factor
- ECLEC 2158: Camel: I Can See Your House from Here
- ECLEC 2159: Camel: Nude
- ECLEC 2160: Tony Banks: A Curious Feeling (ook op dvd-audio)
- ECLEC 2279: Earth & Fire: To The World Of The Future